# Славия Бърлиева
Славия Георгиева Бърлиева-Бекирова е професор, ОНС доктор в Кирило-методиевски научен център на Българската академия на науките. От 2012 г. до 2019 г. е директор на КМНЦ.

## Кратка биография
Родена е на 4 август 1955 г. в град София. Завършва немската езикова гимназия през 1974 г. , а по-късно – висшето си образование в Софийския университет „Климент Охридски“ с първа специалност „Класическа филология“, втора специалност „История“. Най-напред работи за кратко като специлаист в катедрата по „Стара история“ при СУ „Св. Климент Охридски“. Започва работа като проучвател в Кирило-методиевски научен център през 1983 г..Постепенно минава през научен сътрудник, доцент, понастоящем е професор в същата научна организация. Има краткосрочни специализации по латинска и гръцка палеография в Санкт Петербург, Бари, Венеция и в Оксфордския университет. Владее немски, руски, латински, английски, италиански и старогръцки. През периода 1993 – 2008 г. води няколко лекционни курса в Софийския университет като хоноруван преподавател към различни катедри. Взима участие в редица проекти като в много от тях има ръководна роля. Член е на Съюза на учените в България. Има издадени книги и монографии, и редица публикации. Изнася множество доклади на научни конференции. Има участия в радиото и телевизипта, включително в радиото на Ватикана.

## Научни интереси
медиевистика, латинска, гръцка и славянска палеография, агиография, хронология, историография, латински, гръцки и романо-германски извори за делото на Кирил и Методий, описание и дигитализация на средновековни ръкописи